# 고덕차량사업소
고덕차량사업소는 서울특별시 강동구 고덕동에 있는 서울교통공사 소속 서울 지하철 5호선의 전동차 차량기지이다. 인근에는 강동공영차고지가 있다.

## 개요
주요 업무는 서울교통공사 5000호대 전동차 경·중검수를 담당하고 서울교통공사 8000호대 전동차 중정비를 실시하며 가락시장역과 방이역간의 연결 선로와 둔촌동역과 길동역간의 삼각선을 거쳐 고덕차량사업소로 입고되어 중정비를 받는다. 서울 지하철 5호선 상일동역과 연결되어 있고, 향후 하남선 강일역 및 미사역 방향으로도 연결이 예정되어 있으며, 기지에 설치된 별도의 전철역은 없다. 올림픽대로, 서울양양고속도로, 수도권제1순환고속도로가 만나는 강일 나들목과 상일 나들목 사이로 마주보고 있다.

## 업무
- 서울교통공사 5000호대 전동차 입·출고 검수관리
- 서울교통공사 8000호대 전동차 중정비